# KF Apolonia Fier
Der Klubi Futbollit Apolonia Fier ist ein albanischer Fußballverein in der mittelalbanischen Stadt Fier. Der Klub spielt derzeit in der höchsten albanischen Liga, der Kategoria Superiore.

## Geschichte
Der Verein wurde 1925 unter dem Namen KS Apollonia gegründet. Der Name entstand als Reminiszenz an den nahegelegenen antiken griechischen Ort Apollonia. Zwanzig Jahre später trat man zum ersten Mal in der Kampionati Shqiptar an. Ab 1949 hieß der Klub einfach nur noch Fier, ein Jahr später wurde er allerdings in Puna Fier umbenannt. Der Name hatte bis 1958 Bestand, als man sich wieder in KS Apollonia zurückbenannte. 
Zu Beginn der 1980er Jahre spielte Apolonia zweitklassig, stieg dann aber unter Stürmer Kujtim Majaci wieder auf und erfuhr eine erfolgreiche Zeit. 1989 nahm man zum ersten Mal im Europapokal teil, verlor jedoch beide Spiele. 1992 wurde ein „l“ im Namen gestrichen und man läuft fortan unter dem heutigen Namen auf. Sechs Jahre später gelang der größte Erfolg in der Vereinsgeschichte, als man im Pokalfinale 1998 KS Lushnja mit 1:0 schlug und den bisher einzigen Titel gewann. 2003 stieg man aus der ersten Liga ab, als man im Relegationsspiel am 28. Mai gegen eben jenen KS Lushnja mit 1:3 unterlag. 2006 folgte für ein Jahr die Rückkehr in die höchste Spielklasse, aus der man aber postwendend wieder als Tabellenletzter abstieg. Bereits in der Saison 2008/09 war der Verein zurück in der höchsten Liga. In der Meisterschaft 2009/10 wurde man aber Zweitletzter und musste wieder absteigen. Im Folgejahr konnte man trotz eines vierten Platzes wieder aufsteigen, da die Kategoria Superiore auf 14 Teams erweitert wurde. In der Saison 2012/13 kam es als Tabellenletzter erneut zum Abstieg, doch erneut gelang der direkte Wiederaufstieg. Aber auch in der Saison 2014/15 gelang der Ligaerhalt nicht: Als Zweitletzter musste man erneut absteigen und spielt seither zweitklassig. 2020 schaffte man als Meister wieder den Aufstieg in die Kategoria Superiore.

## Erfolge
- Kupa e Shqipërisë (Albanischer Pokal): 1998

## Europapokalbilanz
| Saison  | Wettbewerb                  | Runde         | Gegner     | Gesamt | Hin     | Rück    |
| ------- | --------------------------- | ------------- | ---------- | ------ | ------- | ------- |
| 1989/90 | UEFA-Pokal                  | 1. Runde      | AJ Auxerre | 0:8    | 0:5 (A) | 0:3 (H) |
| 1998/99 | Europapokal der Pokalsieger | Qualifikation | KRC Genk   | 1:9    | 1:5 (H) | 0:4 (A) |

Gesamtbilanz: 4 Spiele, 4 Niederlagen, 1:17 Tore (Tordifferenz −16)

## Spieler
- Odise Roshi (2006–2009)
- Ibezito Ogbonna (2010)